# Royal Sutton Coldfield
Royal Sutton Coldfield (oft kurz Sutton Coldfield genannt) ist eine Stadt in England, die heute verwaltungsmäßig zur City of Birmingham gehört, in deren Norden sie liegt. Bis 1974 war Sutton Coldfield ein eigenständiger Borough in Warwickshire. Im Jahr 2016 hatte es 108.325 Einwohner.

## Beschreibung
Sutton Coldfield bildet bei Unterhauswahlen einen eigenen Wahlkreis (seit langem von den Konservativen vertreten). Seit 2004 bildet Sutton Coldfield einen eigenen Stadtbezirk innerhalb Birminghams. Im Sommer 2015 sprachen sich bei einem Bürgerentscheid knapp 70 % der teilnehmenden Wahlberechtigten für die Einrichtung eines eigenen Stadtrates (town council) aus. Seit März 2016 bildet Sutton Coldfield daher eine eigene Gemeinde (Parish).
Sutton Coldfield gilt traditionell als eine der wohlhabendsten Wohngegenden der West Midlands, wie sich an Villen wie Little Aston oder dem Four Oaks Estate zeigt.
König Heinrich VIII. verlieh 1528 Sutton Coldfield den offiziellen Titel einer Royal Town. Erst 1885 änderte sich der Status in den eines Municipal Borough, wobei der alte Titel weiterhin in Verwendung blieb.
Der Bahnhof von Sutton Coldfield, an der Strecke von Birmingham nach York gelegen, war am Nachmittag des 23. Januar 1955 Schauplatz eines Eisenbahnunfalls, der 17 Menschen das Leben kostete. Der Zug, als Express auf dem Weg von York nach Bristol, war mit zehn Waggons direkt vor dem Bahnhof entgleist und anschließend an der Bahnsteig-Plattform zerschellt.
Sehenswert ist vor allem der Sutton Park, mit knapp 10 km² Europas größter Stadtpark. Die Stadt ist Heimat des Fußballclubs Sutton Coldfield F.C.

## Persönlichkeiten
- Lucy Wills (1888–1964), Hämatologin
- Ken Miles (1918–1966), Autorennfahrer
- Hazel Court (1926–2008), Schauspielerin
- Tony Kinsey (1927–2025), Jazzschlagzeuger und Bandleader
- David Gordon Wilson (1928–2019), Ingenieur
- Raymond Wilson (1928–2018), Physiker
- Eric Solomon (1935–2020), Spieleautor
- Jonathan Harvey (1939–2012), Komponist
- Trevor Bull (1944–2009), Radrennfahrer
- Rob Halford (* 1951), Sänger von Judas Priest
- Peter Ricketts (* 1952), Diplomat
- Paul Smith (* 1955), Autorennfahrer
- Dorian Yates (* 1962), Bodybuilder
- Lucy Orta (* 1966), bildende Künstlerin
- Jane Sixsmith (* 1967), Hockeyspielerin
- Colin Charvis (* 1972), Rugby-Union-Spieler
- Stephen Clarke (* 1973), kanadischer Schwimmer
- Scott Adkins (* 1976), Schauspieler und Kampfsportler
- Rory Delap (* 1976), irischer Fußballspieler
- Darius Vassell (* 1980), Fußballspieler
- Jon-Allan Butterworth (* 1986), Bahnradsportler
- Carl Ikeme (* 1986), Fußballspieler
- James und Oliver Phelps (* 1986; Zwillinge), Schauspieler
- Riki Christodoulou (* 1988), britischer Rennfahrer
- Laura Unsworth (* 1988), Hockeyspielerin
- Luke Lennon-Ford (* 1989), britisch-irischer Sprinter
- Louie Barry (* 2003), englisch-irischer Fußballspieler
- Ísak Jóhannesson (* 2003), isländischer Fußballspieler